# 林小青
林小青（Lim Xiaoqing，1967年8月15日—），是一名退役女子羽球運動員。原籍中國，本名孫小青（Sun Xiaoqing），移民瑞典後與林姓華僑結婚。
林小青贏得了三次歐洲羽球錦標賽冠軍，1994年獲得女子單打冠軍，1992年和1994年獲得兩次女子雙打冠軍。1995年，她在著名的全英羽球錦標賽中奪得女子單打冠軍，在決賽中擊敗了丹麥選手卡米拉·馬丁。

## 外部連結
- 林小青在世界羽球聯盟的登錄資料